# 大滝詠一 NOVELTY SONG BOOK/NIAGARA ONDO BOOK
『大滝詠一 NOVELTY SONG BOOK / NIAGARA ONDO BOOK』（おおたきえいいち ノベルティ・ソング・ブック / ナイアガラ・オンド・ブック）は、2023年3月21日に発売された、大滝詠一のスタジオ・アルバム。

## 解説
”日本ポップス界の巨人”として数多くの名曲を生み出してきた大滝詠一の多様な音楽性が堪能できる2枚組アルバム。
本作では、大滝のもう一つの側面であるコミックソングやパロディなどを交えた「ノベルティソング」のうち、過去未発表となっていた大滝歌唱の作品を集めたNOVELTY SONG BOOKと、それまで特定の作品集のみに収録されたりなどして入手が難しくなっていたノベルティソングの別バージョンや楽曲提供歌手の引退や方向性の違いからレコーディングしながらお蔵入りして未発表だったり、作品集から漏れていた楽曲とをカップリングしたONDO BOOKとのセットとなっている。
本作には40ページを超える豪華ブックレットを封入。マスターテープや直筆の歌詞など初公開の写真や、音楽評論家・湯浅学によるDisc-1収録曲の解説文と、安田謙一(ロック漫筆)によるDisc-2収録曲の解説文が11,000字以上のボリュームで掲載されており、非常に資料性の高い貴重な読み物に仕上がっている。

## Disc-1 大滝詠一 NOVELTY SONG BOOK
『大滝詠一 NOVELTY SONG BOOK』と題されたDisc-1は全曲が未発表音源で、大滝本人が歌唱した11曲の音源を収録。本邦初公開となる新曲や、名曲のセルフカバーなどをコンパイルした、コンセプチュアルな“オリジナル・アルバム”となっている。今作には完全未発表の“新曲”「ゆうがたフレンド (USEFUL SONG)」も収録。本作は2005年暮れに大滝が書き下ろした最後の作品で、今まで日の目を見ることがなかった幻の音源。大滝と親交の深いムーンライダーズの鈴木慶一が特別ゲストでボーカル参加している。

### 収録曲
1. NIAGARA ROCK'N' ROLL ONDO  –  (3:10)[1]
作詞・作曲：大瀧詠一、編曲：多羅尾伴内
ナイアガラ音頭をロックンロール風にアレンジし大滝自身が歌唱したもの。1978年夏に行われた「ナイアガラ・コンサート'78」のオープニングで一度だけ披露された。後にNHK-FMにて一部がオンエアされているが、全編公開は初。
2. ゆうがたフレンド (USEFUL SONG) / 大滝詠一と鈴木慶一 (冗談ぢゃねーやーず)  –  (4:00)[1]
作詞：糸井重里、作曲：大瀧詠一、編曲：多羅尾伴内・井上鑑
とんねるずに提供予定であったが、お蔵入りとなっていた作品。後に糸井重里の詞を流用し、ムーンライダーズの楽曲として発表される。本作では鈴木慶一がゲストボーカルとして参加し、擬似的にはっぴいえんどとムーンライダーズのボーカリストの共演が実現している。鈴木慶一によると、本作にはムーンライダーズのメンバーそれぞれが曲を付けてコンペティションを行っていたため、他にもあと5バージョン存在するという[3]。また、マイナーコードになる部分では鈴木の判断でハーモニーを追加で入れている。
大瀧生涯最後のレコーディング曲。
3. ポップスター  –  (2:37)[1]
作詞：小野小福、作曲：大瀧詠一、編曲：多羅尾伴内
市川実和子への提供曲のセルフカバー。数少ない大滝が90年代に発表した作品。
4. うなずきマーチ / 大滝詠一トリオ  –  (3:52)[1]
作詞・作曲：大瀧詠一、編曲：多羅尾伴内
うなずきトリオのセルフカバー。本作では大滝の多重コーラスで用いられるJack Tones名義ではなく、大滝詠一トリオという珍しい名義となっている。曲中の合いの手も含めすべて大滝の声で歌われている。
5. いちご畑でつかまえて  –  (4:18)[1]
作詞：松本隆、作曲：大瀧詠一、編曲：多羅尾伴内
松田聖子のセルフカバー。FUN×4の女性版として制作されていたもの。曲中のクシャミはカットされている。「風立ちぬ」のセルフカバーはライブ音源しかない為、オリジナルのバックトラックを用いて歌われた松田聖子のセルフカバーで初めて世に出た楽曲である。
6. 暑さのせい  –  (0:50)[1]
作詞・作曲：大瀧詠一、編曲：多羅尾伴内
75年春のCMのプレゼン用に作られたもので、ファースト・アルバム『大瀧詠一』[注釈 1]収録「あつさのせい」の改訂版。 本作発売後の2023年夏のポカリスエットのCMソングとして採用され、45年越しにCMソングとしての役割を全うした。
7. ピンク・レディー / 大滝詠一とモンスター  –  (2:31)[1]
作詞・作曲・編曲：多羅尾伴内
『LET'S ONDO AGAIN』収録曲のセルフカバー。モンスターとはデビュー前のシャネルズで、本作では大滝とシャネルズの共演が実現している。
8. 消防署の火事  –  (3:12)[1]
作詞：新井満、作曲：大瀧詠一、編曲：多羅尾伴内
新井満のセルフカバー。『LET'S ONDO AGAIN』の構想中に作られた。コーラスはJack Tonesが担当している。正式なスタジオ収録ではなくデモ音源である。デモ音源がセルフカバーとして収録された珍しいパターンである。
9. ホルモン小唄〜元気でチャチャチャ  –  (3:38)[1]
作詞：星野哲郎、作曲：大瀧詠一、編曲：多羅尾伴内
76年に小林旭に提供予定であったが、アルバムの企画が中止してしまいそのままお蔵入りとなっていた作品。一度、大瀧がインターネットラジオで公開したことがある以外は一度も商品化されなかったため、存在自体が疑問視される幻の楽曲となっていた。中高年に向けられた精力増強がテーマになっている。つまり、「ホルモン小唄」の「ホルモン」とは男性ホルモンの意である。歌詞には精力の付く食べ物が登場する。
10. あの娘に御用心  –  (3:51)[1]
作詞・作曲：大瀧詠一、編曲：多羅尾伴内
沢田研二のセルフカバー。過去複数回この曲のセルフカバーは出ているが、本作では沢田版のアレンジで大滝が歌唱したものを収録。
11. 針切じいさんのロケン・ロール  –  (3:08)[1]
作詞・作曲：SHEB WOOLEY、訳詞：さくらももこ、編曲：RINKY O'HEN
植木等のセルフカバー。かつて『DEBUT AGAIN』の特典DISCに収録されたものとは歌詞やアレンジが植木版に近く、ラストの呟きも異なる。合間に入る合いの手も、植木のものはちびまる子ちゃんの声優であるTARAKOらが吹き替えていたが、本作ではすべて大滝が担当している。

## Disc-2 NIAGARA ONDO BOOK
Disc-2は『NIAGARA ONDO BOOK』という作品集で、コンポーザー“大瀧詠一”として多数のアーティストに提供したレア音源を収録。一度聴いたら忘れられない異色の歌謡曲を特集したNHK総合の特別番組『1オクターブ上の音楽会』でも紹介された金沢明子「イエロー・サブマリン音頭（特別変）」を筆頭に、ハナ肇とクレイジーキャッツ、植木等、三波春夫、トニー谷、細川たかし、角川博、片岡鶴太郎など、超豪華なアーティストが歌う貴重な音源が別ヴァージョンをメインに堪能することができる。

### 収録曲
1. ゆうがたフレンド (USEFUL SONG) / とんねるず  –  (3:59)[1]
作詞：糸井重里、作曲：大瀧詠一、編曲：多羅尾伴内・井上鑑
Disc1の2曲目に収録されていた作品ののバージョン。2005年当時、とんねるずからの依頼によって製作されるも、とんねるずサイドが想定していた楽曲とは大幅に路線が異なったために発売されることはなかった。後にとんねるずのインタビューで存在そのものは示唆されていたが[4]、正式に発表されたのはこのアルバムが最初。発売直前まで本曲の収録は明かされておらず、最後の最後でサプライズ収録となった。
2. ナイアガラ音頭 (1995 Re-mix) / 布谷文夫  –  (3:31)[1]
  - 1995/12/11 Re-Mix
  - 作詞・作曲・編曲：大瀧詠一
3. 風が吹いたら恋もうけ / 小高佳子  –  (2:42)[1]
  - 1978/05/05 Mix
  - 作詞：伊藤アキラ、作曲：大瀧詠一、編曲：矢野誠

小高桂子のシングルA面曲として世に出るはずだった音源だが、彼女の引退に伴いお蔵になっていた。後に中原理恵のシングル曲として世に出た。
4. あんあんストリート / 小高佳子  –  (3:22)[1]
  - 1978/05/05 Mix
  - 作詞：伊藤アキラ、作曲：大瀧詠一、編曲：矢野誠

小高桂子が引退しなかったら前トラックの「風が吹いたら恋もうけ」のシングルB面曲として世に出るはずだった音源。『LET'S ONDO AGAIN』に伊集加代子が山形かゑる子名義で「アンアン小唄」として、小高版の作詞も手掛けた伊藤アキラが歌詞を書き換えて収録し、世に出た。本曲はそのオリジナル。小高版同様アレンジは矢野誠、その後も様々なカバーが発売されている。
5. 消防署の火事 / 新井満  –  (3:22)[1]
  - 1978/06/25 Mix
  - 作詞：新井満、作曲：大瀧詠一、編曲：萩田光雄

既出曲では唯一オリジナル音源で収録されている。
6. ビックリハウス音頭 (take 4) / デーボ  –  (5:27)[1]
  - 1979/07/17 Mix
  - 作詞：なにゆえ草也、作曲・編曲：大瀧詠一

サブカルチャー雑誌「ビックリハウス」の企画物
7. ある乙女の祈り (take 4) / 高橋章子  –  (2:45)[1]
  - 1979/07/17 Mix
  - 作詞：古田誠、作曲・編曲：大瀧詠一

『ビックリハウス音頭』のB面曲。歌唱者の高橋章子は当時雑誌『ビックリハウス』の編集長だった人物。
8. Let's ONDO Again (Let's 宵・宵・宵ヴァージョン)*MONO  –  (1:48)[1]
  - 1981/03 Mix
  - 作詞・作曲：Kal Mann・Dave Appell，訳詞：大瀧詠一、編曲：多羅尾伴内
  - 題名：LET'S TWIST AGAIN
  - 原著作者名：APPELL DAVID / MANN KAL
  - ©KALMANN MUSIC INC
  - Permission granted by FUJIPACIFIC MUSIC INC
9. うなずきマーチ (テヌグイ・ヴァージョン) / うなずきトリオ  –  (3:54)[1]
  - 1981/12/01 Mix
  - 作詞・作曲：大瀧詠一、編曲：多羅尾伴内
10. 風が吹いたら恋もうけ (ハチャメチャ・ヴァージョン) / 中原理恵  –  (2:46)[1]
  - 1982/08/24 Mix
  - 作詞：伊藤アキラ、作曲：大瀧詠一、編曲：矢野誠・飛澤宏元
11. うさぎ温泉バラード / 角川博  –  (3:20)[1]
  - 1982/09/27 Mix
  - 作詞：松本隆、作曲：大瀧詠一、編曲：萩原哲晶
12. イエロー・サブマリン音頭 (特別変) / 金沢明子  –  (3:25)[1]
  - 1982/10/26 Mix
  - 作詞・作曲：John Lennon・Paul McCartney、訳詞：松本隆、編曲：萩原哲晶
13. スリラー音頭〜ビートイット音頭 (ステレオ・ヴァージョン) / 片岡鶴太郎  –  (3:06)[1]
  - 1984/07 Mix
  - 作詞・作曲：Rod Tempertpn・Michael Jackson、訳詞：藤井青銅・森谷和郎・大瀧詠一、編曲：大瀧詠一
14. 実年行進曲 (ぶちゃむくれバンザイ三唱ヴァージョン) / クレイジーキャッツ  –  (3:44)[1]
  - 1986/02/28 Mix
  - 作詞：青島幸男、作曲：大瀧詠一、原編曲：萩原哲晶、編曲：大瀧詠一

シングルバージョンのエンディングにメンバーのバンザイ三唱とハナ肇の「うるさいな。今何時だと思ってるんだ!!」の怒鳴りが追加されたバージョン。
大瀧が監修したコンピレーションアルバム『クレイジー・キャッツ・デラックス』（1986年8月22日発売）に収録されていた。
15. 新五万節 (take 3) / クレイジーキャッツ、ハナ肇  –  (6:07)[1]
  - 1986/02/28 Mix
  - 作詞：青島幸男、作曲・編曲：萩原哲晶、編々曲：大瀧詠一

青島幸男のギャグ「青島ダァ、なんか文句あっ、この野郎!」が入ったバージョン。
16. さいざんす・マンボ (ザンスミックス・ヴァージョン) / トニー谷 / 宮城まり子  –  (3:53)[1]
  - 1987/12/15 Mix
  - 作詞：トニー谷・宮川哲夫、作曲：多忠修、編曲：小野沢篤

大瀧が監修した『ジス・イズ・ミスター・トニー谷』を発表した翌年の1988年にシングル発売した「さいざんす・マンボ」のダンスミックス、「あんたのおなまえ何アンてェの」の女性コーラスの🎵あんたのおなまえ何アンてェの🎵や複数の音源からトニー谷の声がアダプトされる。レコードシングルと8cmCDシングルで発売された。尚、『ジス・イズ・ミスター・トニー谷』には未収録だった。
17. 針切じいさんのロケン・ロール (いや、どうもヴァージョン) / 植木等  –  (3:10)[1]
  - 1994/12/07
  - 作詞・作曲：SHEB WOOLEY、訳詞：さくらももこ、編曲：RINKY O'HEN
18. 新二十一世紀音頭 / 植木等、三波春夫  –  (4:10)[1]
  - 1995/07/15 Release
  - 作詞：伊藤アキラ、作曲：三波春夫、編曲：井上鑑
19. Let's ONDO Again (河田為雄ミックス) / 細川たかし  –  (5:00)[1]
  - 1992/05/17 Mix
  - 作詞・作曲：Kal Mann・Dave Appell，訳詞：大瀧詠一、編曲：井上鑑
  - 題名：LET'S TWIST AGAIN
  - 原著作者名：APPELL DAVID / MANN KAL
  - ©KALMANN MUSIC INC
  - Permission granted by FUJIPACIFIC MUSIC INC

CM“'92夏NTTサンクスフェア〜ちびまる子ちゃん編”のための新録。世に出たのは吉田保ミックスだが、今回収録されたのは、大瀧が手掛けたハナ肇とクレージーキャッツ「実年行進曲」も手掛けたエンジニア、河田為雄によるミックス。河田のミックスにより一旦は完成されたものの、「80年代のナイアガラサウンド」の集大成を目論んだ大瀧が新たに吉田に再度ミックスを依頼。そのヴァージョンが冒頭のCM、そしてシングルに採用された。

## クレジット

### スタッフ
| Mix Engineer (Disc-1) | : | - Douji Fuefuki, Kinji Yoshino, Tamotsu Yoshida, Kunihiko Ohno, - Ken Sukegawa, Tetsuya Naitoh, Nobuyuki Fujiwara |

| Mastering Engineer : Tetsuya Naitoh (Sony Music Studios Tokyo) |
| Assistant Engineer : Yuta Yoneyama (Sony Music Studios Tokyo)  |
|                                                                |
| Art Direction & Design : Takashi Okada                         |
|                                                                |
| Design : Takashi Okada                                         |
|                                                                |
| A&R : Shinya Inoue (Sony Music Labels Inc.)                    |
| A&R in Chief : Shintaro Ohta (Sony Music Labels Inc.)          |
| A&R Desk : Mamiko Goto (Sony Music Labels Inc.)                |

| Sales Promotion | : | - Kei Yamamoto · Kohei Sano · Fumi Ono · - Natsuki Mizokawa · Seiyo Ozono (Sony Music Marketing United Inc.) |

| Media Promotion : 1st Advertising Department (Sony Music Marketing United Inc.) |
| |
| Product Coordinator : Hidenao Baba (Sony Music Solutions Inc.) |
| Business Affairs : Jun Saegusa · Mirai Yamada · Anna Kuwasaki (Sony Music Entertainment (Japan) Inc.) |
| |
| Director : Masaaki Shirota |
| Co-Producer : Osamu Sakaguchi (THE NIAGARA ENTERPRISES INC.) |
| Adviser : Hiroaki Shimura |
| Supervisor : Shikoh Ohtaki & Family |
| - Special Thanks to : - Misako Noda (J.I.S.M.), Hiroaki Nakajima (Arrival), Nana Kuramochi (Hobonichi), Mio Oonishi (Matsumoto Takashi Jimusho), Masumi Arichika · Yukiko Arichika (Kaminofune), Ichiro Asatsuma · Masahiro Ishida · Eika Morooka · Tadasu Watanabe (FUJIPACIFIC MUSIC), Satoshi Makita (Sony Music Labels Inc.), Ruka Hanamoto (PONY CANYON), Yasuyuki Aizawa · Akiyoshi Kusaka · Noriaki Kawaguchi (Sun Music Publishing), Hiroyuki Ando · Takashi Kubota (NIPPON CROWN), Ichiro Shibaike · Shunsuke Yoshizawa · Yoshihiko Watanabe (WATANABE MUSIC PUBLISHING), Toshikatsu Akiba · Tetsuhiro Tokuyama (Mother Popcorn), Hiromu Okada · Tomoko Ariizumi (Epic Records Japan), Kaori Suzuki (OUR SONGS), Mitsuyo Mori (Kanazawa Office), Ohta Production, Jun Endou · Miho Akino · Hiroyuki Jinno (KING RECORD), Maki Hirawa (Nippon Broadcasting System), Kenichi Hoshi (JVCKENWOOD Victor Entertainment), Kunio Eto · Masato Takahashi (NIPPON COLUMBIA), Michiko Uda · Naomi Matsumoto (Sakura Production), Yoko Nakatsuka (NIPPON ANIMATION), Jiro Koyasu · Shigeki Fujiwara (Universal Music Japan), Toyokazu Ohno (K DASH), Kiyotaka Sekine (Production No Title), Hideki Tachi · Tadahiro Aibe · Yushi Tanami (NHK), Yoshimi Naemura (pd Network), Spam Kasugai · Takashi Yokoo (FACE MUSIC) and Masataka Miyanaga |
| |
| Produced by Eiichi Ohtaki |
| |
| Disc-1 大滝詠一 NOVELTY SONG BOOK |
| ©2023 THE NIAGARA ENTERPRISES INC. |
| |
| Disc-2 NIAGARA ONDO BOOK |
| 01~04 06~08 13 17 ℗2023 THE NIAGARA ENTERPRISES INC. |
| 05 ©℗1978 KING RECORD Co., Ltd. |
| 06 ©1979 KING RECORD Co., Ltd. |
| 11 ℗2023 KING RECORD Co., Ltd. Licensed by KING RECORD Co., Ltd. |
| 09 ℗1982 PONY CANYON INC. Licensed by PONY CANYON INC. |
| 12 ©℗1982 Victor Entertainment |
| 16 ©℗1988 Victor Entertainment Licensed by Victor Entertainment |
| 14 ©℗1986 WATANABE MUSIC PUBLISHING CO., LTD. |
| 15 ℗1986 WATANABE MUSIC PUBLISHING CO., LTD. |
| 18 ©℗1995 WATANABE MUSIC PUBLISHING CO., LTD. Licensed by WATANABE MUSIC PUBLISHING CO., LTD. |
| 19 ℗2023 NIPPON COLUMBIA CO., LTD. Licensed by NIPPON COLUMBIA CO,. LTD. |
| 17 ©さくらプロダクション |
| 19 ©(株)さくらプロダクション 1992 |